# 大麻旗争奪剣道大会
大麻旗争奪剣道大会（おおあさきそうだつけんどうたいかい）は、佐賀県剣道連盟、佐賀新聞社が主催する剣道の大会。

## 概要
1929年（昭和4年）の御大礼記念天覧武道大会や1940年（昭和15年）の紀元二千六百年記念天覧武道大会に出場した剣士で、大日本武徳会佐賀支部剣道師範、佐賀県警察部・佐賀県武道師範、佐賀高等学校剣道師範、佐賀県剣道連盟会長などを歴任し、佐賀県下での少年剣道の普及と発展に大きな功績のあった大麻勇次範士十段の遺志を継承する目的に1979年から佐賀県で開催されている剣道大会。
剣道を通じての青少年健全育成を目的としており、参加しやすいように8月の夏休み中にオープン参加の大会として開催されているため、九州各県のほか全国からチームが参加している。団体戦(5人制)のトーナメント大会で、小学校・中学校・高校の部があり、小中学校の部は学校単位だけでなく道場やクラブ単位での参加も認められている。また、小学生は男女混合チームでの参加も可能。

### 開催場所
佐賀県佐賀市にある佐賀県総合体育館で開催されている。